# Tomaida
Tomaida – imię żeńskie pochodzenia: hebrajskiego, oznaczające "córkę Tomasza" lub greckiego, od nazwy miasta Tomeis, Tómis. Patronką tego imienia jest św. Tomaida, męczennica z Aleksandrii (V wiek).
Tomaida imieniny obchodzi 14 kwietnia. 
Zobacz też:
- św. Tomaida z Lesbos